# Episodi di Mike & Molly (terza stagione)
La terza stagione della serie televisiva Mike & Molly, composta da 23 episodi, è stata trasmessa sul canale statunitense CBS dal 24 settembre 2012.
Il finale di stagione, originariamente programmato per il 20 maggio 2013, la cui trama era caratterizzata dal verificarsi di un tornado, negli Stati Uniti è stato rinviato a data da destinarsi dopo che in quello stesso giorno un tornado aveva provocato molte vittime nella città di Moore (Oklahoma). L'episodio è andato invece regolarmente in onda sul canale canadese che trasmetteva la stagione in contemporanea, Citytv.
In Italia la stagione è stata trasmessa in prima visione dal canale a pagamento Joi, della piattaforma Mediaset Premium dal 9 aprile al 10 settembre 2013.
| nº | Titolo originale           | Titolo italiano            | Prima TV originale | Prima TV Italia   |
| -- | -------------------------- | -------------------------- | ------------------ | ----------------- |
| 1  | The Honeymoon Is Over      | La luna di miele è finita  | 24 settembre 2012  | 9 aprile 2013     |
| 2  | Vince Take a Bath          | Sesso spericolato          | 1º ottobre 2012    | 16 aprile 2013    |
| 3  | Mike Likes Cake            | L'ultima fetta             | 8 ottobre 2012     | 23 aprile 2013    |
| 4  | Molly in the Middle        | La scelta di Molly         | 15 ottobre 2012    | 30 aprile 2013    |
| 5  | Mike's Boss                | Il capo di Mike            | 5 novembre 2012    | 7 maggio 2013     |
| 6  | Yard Sale                  | Il mercatino               | 12 novembre 2012   | 14 maggio 2013    |
| 7  | Thanksgiving Is Cancelled  | Nozze coi fichi secchi     | 19 novembre 2012   | 21 maggio 2013    |
| 8  | Mike Likes Briefs          | Mike, Molly e un bambino   | 26 novembre 2012   | 28 maggio 2013    |
| 9  | Mike Takes a Test          | Mike sotto esame           | 3 dicembre 2012    | 4 giugno 2013     |
| 10 | Karaoke Christmas          | Karaoke di Natale          | 17 dicembre 2012   | 11 giugno 2013    |
| 11 | Fish for Breakfast         | Tortura alimentare         | 14 gennaio 2013    | 18 giugno 2013    |
| 12 | Molly's Birthday           | Il compleanno di Molly     | 21 gennaio 2013    | 25 giugno 2013    |
| 13 | Carl Gets a Roommate       | Un coinquilino per Carl    | 4 febbraio 2013    | 2 luglio 2013     |
| 14 | The Princess and the Troll | La principessa e il troll  | 11 febbraio 2013   | 9 luglio 2013     |
| 15 | Mike the Tease             | Mike la fregatura          | 18 febbraio 2013   | 16 luglio 2013    |
| 16 | Molly's New Shoes          | Le scarpe nuove di Molly   | 25 febbraio 2013   | 23 luglio 2013    |
| 17 | St. Patrick's Day          | Festa di San Patrizio      | 18 marzo 2013      | 30 luglio 2013    |
| 18 | Spring Break               | Vacanze di primavera       | 25 marzo 2013      | 6 agosto 2013     |
| 19 | Party Planners             | Party Planners             | 15 aprile 2013     | 13 agosto 2013    |
| 20 | Mike Can't Read            | Corso di disegno           | 29 aprile 2013     | 20 agosto 2013    |
| 21 | Molly's Out of Town        | Quando Molly è fuori città | 6 maggio 2013      | 27 agosto 2013    |
| 22 | School Recital             | La piccola di papà         | 13 maggio 2013     | 3 settembre 2013  |
| 23 | Windy City                 | Il fuoco della passione    | 20 maggio 2013     | 10 settembre 2013 |